# Toufen
Toufen (頭份市S, Tóufèn ShìP) è un comune di Taiwan, situato nella provincia di Taiwan e nella contea di Miaoli.